# BRL Light
De Benelux Racing League Light het kleine broertje van de BRL V6. Het is een toerwagenkampioenschap in Nederland en België met 18 deelnemers. Vanaf 2010 wordt de klasse ondergebracht in de Supersport 2-klasse van de Dutch Supercar Challenge. Dit houdt in dat de deelnemers zullen strijden om punten voor de klassen Supersport 2 en de BRL Light.

## De auto
De carrosserie van de auto is van een Ford Focus. Als krachtbron hebben ze een 240 pk sterke Ford Racing Duratec-2,3-litermotor. De auto's hebben achterwielaandrijving met sperdifferentieel. Het minimumgewicht van de auto's is 825 kg. Als banden hebben ze Dunlop-slicks of regenbanden en als schokdempers speciaal ontwikkelde Koni-raceschokdempers. Om het geheel licht te houden, is het chassis samengesteld uit buizen.

## Kampioenen
| Jaar | Coureur              | Team                 | Band |
| ---- | -------------------- | -------------------- | ---- |
| 2005 | Francesco Pastorelli | -                    | D    |
| 2006 | Marijn van Kalmthout | Van Kalmthout Racing | D    |
| 2007 | Henry Zumbrink       | -                    | D    |
| 2008 | Marijn van Kalmthout | -                    | D    |
| 2009 | Chris Maliepaard     | -                    | D    |

## Puntentelling
De puntentelling in de BRL Light is gelijk aan die in de BRL V6 namelijk:
| Plaats | Punten | Plaats | Punten | Plaats | Punten |
| ------ | ------ | ------ | ------ | ------ | ------ |
| 1.     | 20     | 6.     | 10     | 11.    | 5      |
| 2.     | 17     | 7.     | 9      | 12.    | 4      |
| 3.     | 15     | 8.     | 8      | 13.    | 3      |
| 4.     | 13     | 9.     | 7      | 14.    | 2      |
| 5.     | 11     | 10.    | 6      | 15.    | 1      |

- Alle gefiniste deelnemers krijgen 1 punt
- Pole position is 1 punt
- Snelste ronde is 1 punt